# Садовое (Тернопольская область)
Садовое (укр. Садове) — село в Коропецкой поселковой общине Чортковского района Тернопольской области Украины.
До 2020 года входило в Монастырисский район.
Население по переписи 2001 года составляло 282 человека. Почтовый индекс — 48370. Телефонный код — 3555.